# ورم أرومي اغترابي
الورم الأرومي الاغترابي أو النسيج الزائغ،شكل من أشكال التوضع المغاير، وهو عبارة عن كتل من الأنسجة الطبيعية الموجودة في أماكن غير طبيعية. وعلى النقيض من الورم، يتم تنظيم نمو الورم الأرومي الاغترابي بشكل طبيعي.
وهو يختلف عن الورم العيبي. يمكن التمييز بين الاثنين على النحو التالي: الورم العيبي هو فرط نمو غير منظم للأنسجة في موقعها الطبيعي (على سبيل المثال، سلائل بيوتز-جيغرز)، في حين أن الورم الأرومي الاغترابي هو نمو أنسجة طبيعية في مكان غير طبيعي (على سبيل المثال، الورم الأرومي الاغترابي العظمي،نسيج معدي يقع في اللفائفي البعيد في رتج ميكل).